# Defecación

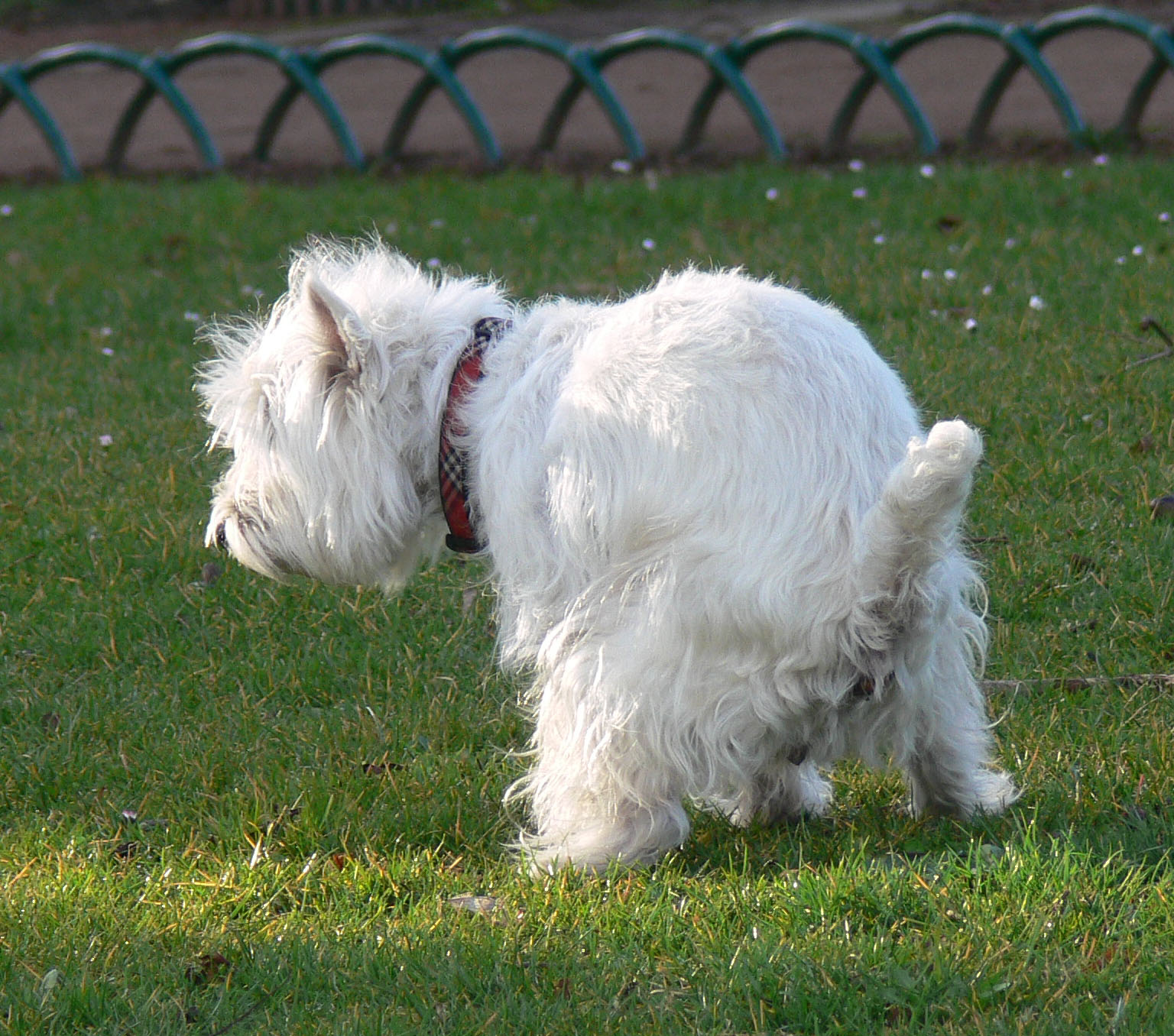
Un perro de la raza Westie posicionándose para defecar.

Anatomía del ano y el recto del humano.

La defecación es un proceso de excreción, siendo la última etapa del proceso de digestión en el que un organismo elimina y expulsa un desecho sólido, semisólido o líquido, conocido como excremento, del aparato digestivo mediante el ano o la cloaca del organismo.
El acto de la defecación tiene diferentes nombres coloquiales, a veces más infantiles como también más vulgares, algunos que se usan para referirse al acto de defecar incluyen: evacuar, excretar, obrar, cagar, jiñar (del caló), guanear, garcar (común en el español rioplatense). Otras definiciones para referirse a la defecación incluyen «hacer popó» (o «pupú»), «hacer caca», «hacer del número dos», entre otras.[cita requerida]
Después de haber pasado por el intestino grueso y el delgado, el quimo ya es materia fecal, por lo que va a almacenarse en el colon para luego desecharse. Hay varias «válvulas» para mantener las heces hasta la hora de la defecación. Ya acumulada la materia suficiente, el sistema parasimpático relaja el esfínter interno del ano (involuntario), que va a traer como reflejo la constricción del esfínter externo (voluntario) y la tensión del músculo elevador del ano. Junto con ello se sucede el acto de defecar.
El músculo elevador del ano produce un ángulo entre el recto y el mencionado orificio, similar al acto de doblar una manguera (se cierra el paso de la materia al cerrar el conducto). Al momento de defecar, el esfínter externo se relaja voluntariamente y el músculo elevador del ano se relaja dando lugar a un cambio de 90° a 155° entre el recto y ano. Esto permite la evacuación de las heces. Para todo esto, debe haber algo que empuje, y es de lo que se encarga la presión intraabdominal. Al tensar los músculos de las paredes abdominales (pujar) se incrementa la presión abdominal y se termina evacuando.
La regulación se debe la actuación de varios componentes del sistema nervioso. En un primer momento es el sistema nervioso entérico el que ante la distensión del recto por la llegada de las heces estimula los movimientos peristálticos en masa del intestino grueso. También se estimula al sistema parasimpático para la relajación del esfínter interno, a través del nervio sacro. Finalmente es la corteza cerebral de forma voluntaria a través de los nervios pudendos la que relaja el esfínter externo. Si conscientemente se reprime el reflejo de la defecación, las señales del parasimpático cesan, y no se repiten hasta que vuelvan a producirse más movimientos en masa, especialmente después de las comidas. Los animales que carecen de control voluntario tienen un reflejo gastrocólico.

## Origen evolutivo

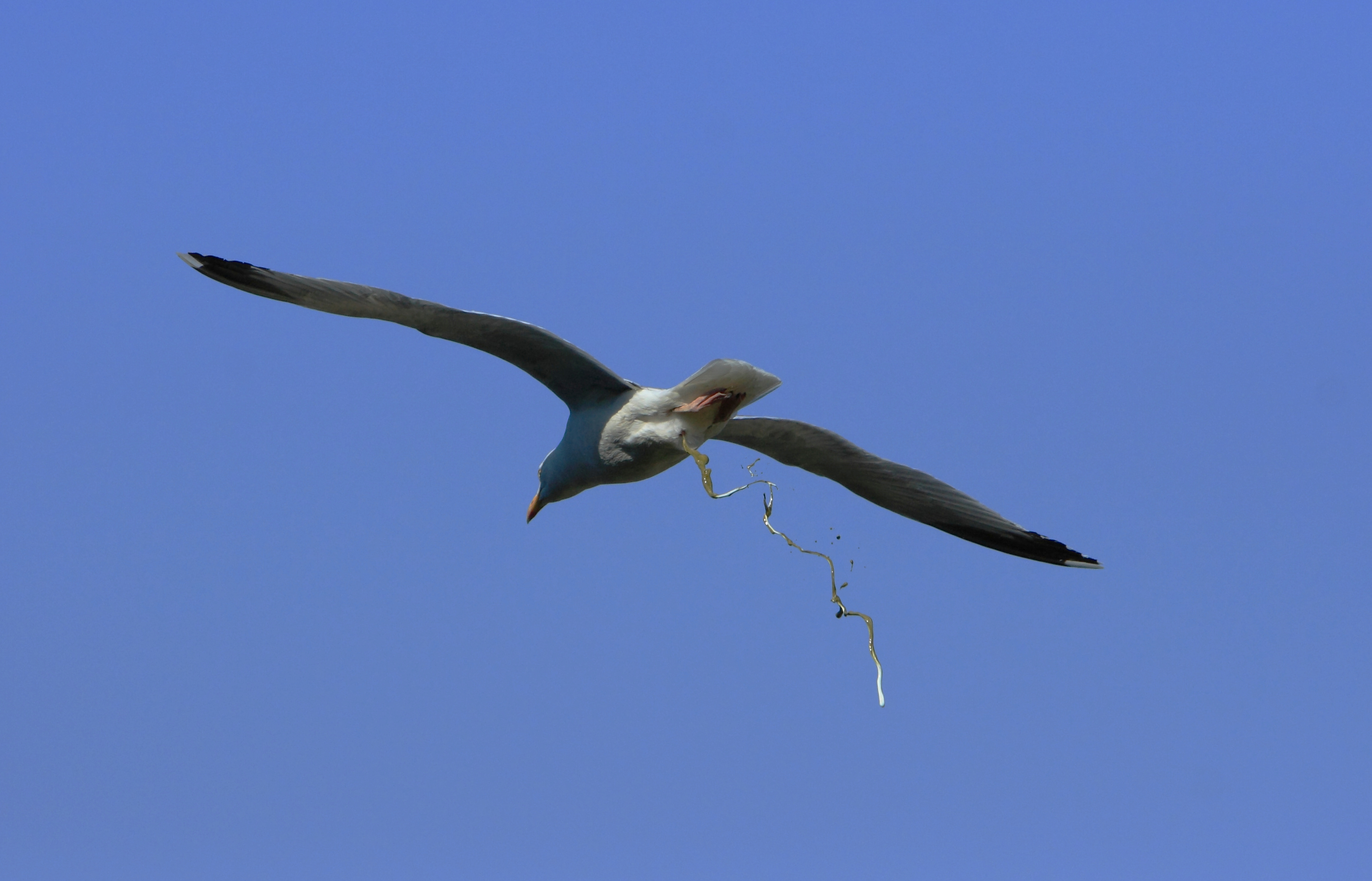
Gaviota defecando mientras vuela.

Parece que la aparición de seres pluricelulares con tubo digestivo desarrollado se remonta a más de 1600 millones de años atrás, si atendemos a la interpretación y a las dataciones de los descubrimientos de Rasmussen y colaboradores en las areniscas de Chorhat.
Existen fósiles que evidencian que ya en el periodo Vendiense, hace 570 millones de años, algunos gusanos evolucionaron hacia una solución de continuidad en su tubo digestivo, alguno de los cuales en su desarrollo embrionario da lugar a la boca (protóstomos) mientras que en otros da lugar al ano (deuteróstomos), que permitiera defecar al mismo tiempo que se ingerían alimentos.
La formación de heces conlleva un tratamiento de los desechos y, luego, su almacenamiento y compactación, de tal manera que la materia orgánica expulsada tenga una densidad suficiente como para hundirse rápidamente hacia los fondos marinos, donde no abundaba el oxígeno ni las bacterias capaces de aprovecharla por respiración. 
Nick Lane, en su libro Oxygen, cita un inteligente artículo publicado en Nature en 1995 por Graham Logan et al., en el que se expone que el aumento del tamaño medio de las masas orgánicas provocada por la aparición de la defecación pudo ocasionar un enterramiento masivo de materia orgánica en los sedimentos, al hundirse más rápidamente en el mar, su posterior retirada del ciclo del carbono y como consecuencia, una acumulación sin precedentes del oxígeno en la atmósfera, que según esta teoría no provendría exclusivamente de la fotosíntesis.

## Higiene humana y componentes culturales
De los 2500 millones de personas en todo el mundo que no tienen acceso a condiciones adecuadas de saneamiento, más de un tercio vive en la India. Casi el 69% de la población de dicho país practica la defecación al aire libre y, de acuerdo a estimaciones, alrededor de 212.000 niños menores de cinco años mueren anualmente a causa de diarrea[cita requerida]. Se ha planteado la interrogante de si construir más retretes detiene la propagación de enfermedades relacionadas con la falta de cuidado de salud, razón por la cual los programas gubernamentales indios de saneamiento se han centrado en la construcción de letrinas.
Un estudio evaluó la Campaña de Saneamiento Total del gobierno indio en Odisha, contando con la participación de más de 50.000 personas en 100 aldeas. Durante el período de estudio, la cantidad de letrinas en las aldeas intervenidas aumentó de 9% a 63%. Los resultados demuestran que este aumento no impidió la incidencia de diarrea en los beneficiarios, ni redujo las enfermedades. Por otro lado, la construcción de letrinas en sí misma no permite lograr el cambio de comportamiento asociado a la defecación al aire libre, ya que, de hecho, varios hogares que cuentan con retretes han mantenido dicha práctica.
La postura natural y ancestral para un ser humano durante la defecación o expulsión de las heces es la de cuclillas.